# Форст-Ленгенбюль
Форст-Ленгенбюль (нім. Forst-Längenbühl) — громада  в Швейцарії в кантоні Берн, адміністративний округ Тун.

## Географія
Громада розташована на відстані близько 23 км на південь від Берна.
Форст-Ленгенбюль має площу 4,5 км², з яких на 8,4% дозволяється будівництво (житлове та будівництво доріг), 67,5% використовуються в сільськогосподарських цілях, 21% зайнято лісами, 3,1% не є продуктивними (річки, льодовики або гори).

## Демографія
2019 року в громаді мешкало 777 осіб (+6,4% порівняно з 2010 роком), іноземців було 2,8%. Густота населення становила 173 осіб/км².
За віковим діапазоном населення розподілялося таким чином: 22% — особи молодші 20 років, 61,4% — особи у віці 20—64 років, 16,6% — особи у віці 65 років та старші. Було 340 помешкань (у середньому 2,3 особи в помешканні).
Із загальної кількості 195 працюючих 82 було зайнятих в первинному секторі, 38 — в обробній промисловості, 75 — в галузі послуг.